# Gens Apronia
La gens Apronia fue una familia plebeya en la antigua Roma a lo largo de la historia de la República y en la época imperial. El primer miembro de la gens en alcanzar prominencia fue Cayo Apronio, tribuno de la plebe en el 449 a. C. Ninguno de los Apronii obtuvo el consulado hasta el siglo I d. C.

## Praenomina
Se sabe que los Apronii utilizaron el praenomina Cayo, Quinto y Lucio.

## Ramas ycognomina
El único cognomen asociado con Apronii es Cesiano, que probablemente se deriva del nomen de la gens Cesia, y puede indicar descendencia de Caesii a través de la línea femenina.

## Miembros
- Cayo Apronio, elegido uno de los tribunos de la plebe sobre la abolición del decenvirato en 449 a. C.[2]
- Quinto Apronio, el jefe de los decumani en Sicilia durante el gobierno de Cayo Verres (73-71 a. C.), fue blanco de las vituperaciones de Cicerón por su rapacidad, perversiones sexuales y variedades de maldad.[3]
- Lucio Apronio, cónsul suffectus en el año 8 d. C., y posteriormente procónsul en África y promagistrado en Germania Inferior, donde no logró sofocar una revuelta de los frisios.
- Apronia L. f., asesinada por su esposo, Marco Plaucio Silvano, pretor en el año 24 d. C.[4]
- Apronia L. f., esposa de Cneo Cornelio Léntulo Getúlico, cónsul en el año 26 d. C.[5]
- Lucio Apronio L. f. Cesiano, cónsul en el año 39 d. C.[6][7]